# San Agustín, Aragonien
San Agustín är en kommunhuvudort i Spanien.   Den ligger i provinsen Provincia de Teruel och regionen Aragonien, i den östra delen av landet, 260 km öster om huvudstaden Madrid. San Agustín ligger 973 meter över havet och antalet invånare är 119.
Terrängen runt San Agustín är kuperad åt nordost, men åt sydväst är den platt. Runt San Agustín är det ganska glesbefolkat, med 24 invånare per kvadratkilometer. Närmaste större samhälle är Jérica, 17,8 km sydost om San Agustín. 